# Artefact (groupe de metal)
Pour les articles homonymes, voir Artefact.
Artefact est un groupe de black metal français, originaire de Nice. Son nom provient (selon le groupe lui-même) de l'univers médiéval-fantastique et évoque un objet magique.
La musique du groupe, conçue comme un recueil de nouvelles fantastiques, s'inspire largement des ambiances éthérées, forestières et médiévales retrouvées chez des groupes comme Emperor, Arcturus, Bathory, Opeth, Burzum, Dimmu Borgir, Metallica, Iron Maiden, Satyricon, ainsi que dans des musiques médiévales ou celtiques, ou même dans les musiques de metal progressif, pour les arrangements.

## Biographie

### Formation et débuts (2000–2001)
Le projet Artefact est formé en 2000, dans les esprits de Guillaume V. alias Aldébaran (guitare), Pascal alias Alucard (guitare) et Julien (chant). Ensemble, ils composent et enregistrent une démo, mais peinent à trouver des musiciens dans leur région niçoise. Toutefois c'est à cette époque que l'orientation musicale d'Artefact est lancée. 
Ce n'est qu'en mars 2002 qu'ils font la rencontre de Ranko (batterie) et Alexis (basse), ex-membres d'Oktopod, groupe désormais dissous. Le groupe se monte alors autour des compositions d'Aldébaran et d'Alucard et de reprises de morceaux cultes de black metal. Ces reprises sont un moyen de progresser mais l'objectif principal du groupe reste la composition d'un album. Faute de temps pour s'investir dans le groupe, Alucard quitte Artefact au bout de quelques semaines. Le groupe continue alors en trio quelque temps. Artefact enregistre sa première démo sur CD, Same. Cette démo comprend la majeure partie des morceaux qui seront plus tard enregistrés sur l'album Son of Solstice.

### Son of Solstice(2003–2005)
Peu après l'enregistrement de la deuxième démo, un nouveau guitariste, Camille, rejoint les rangs d'Artefact. Le line-up à quatre fait rapidement ses preuves lors de plusieurs concerts. En 2003, Artefact enregistre son premier véritable album dans le studio personnel de Kallaghan, le chanteur du groupe Sikh. Le chant est assuré par Sly, qui est guitariste-chanteur dans Shimmer of Chaos. L'album contient des titres inédits, ainsi que les morceaux de la précédente démo qui ont été réarrangés. 
Après cet enregistrement, Artefact s'adjoint aussi les services d'un chanteur, en la personne de Sébastien alias Runenlyd, qui officie comme guitariste-chanteur dans le groupe Deviance. Cette période marque le début d'une nouvelle phase de composition en vue d'un second album.

### Magic SpellcraftetRuins(2006–2008)
En août 2004, Artefact représente la France et plus particulièrement la région niçoise et varoise dans le cadre du concours Wacken Battle, en Allemagne, qui accompagne le plus grand festival de metal mondial, le Wacken Open Air. Le groupe obtient la troisième place. Artefact profite ainsi de cette nouvelle reconnaissance et  enregistre un an plus tard son second opus, Magic Spellcraft. Le nouvel opus garde le style du groupe tout en renforçant les ambiances épiques, sombres, agressives et fantastiques. L'album sort sous le label Rupture Music le 18 avril 2006. Deux nouveaux musiciens se joignent alors au groupe : Fred alias Sephiroth (claviers) en 2006, puis Jérémy alias Olwe Telrunya (guitare) en 2007.
Le troisième opus, Ruins, paraît le 15 janvier 2008. Il s'agit d'un album qui marque pour Artefact un certain retour au black metal, dont il a à la fois la sophistication et la sauvagerie, la peinture des atmosphères, fantastiques ou lourdes, magiques ou forestières, proches de la nature ou proche des complexes calculs moyenâgeux. Il en a aussi la technique affirmée, avec des musiciens dont la maturité instrumentale veut s'affirmer nettement. Dans ce nouvel album, Artefact exprime à nouveau un style personnel : une structure modulaire, qui fait se superposer des épisodes très différents, mais toujours reliés par un fil rouge musical ; une volonté affichée de contrepoint très travaillé, qui rappelle le Prometheus d'Emperor ; un caractère très narratif, ressemblant aux jeux de rôle, une des sources d'inspiration pour ces histoires fantastiques racontées en musique ; une coloration violente et romantique pour l'ensemble.

### Après le départ d'Aldébaran (2008–2010)
Le 12 décembre 2008, le groupe annonce le départ de son fondateur et compositeur principal Aldébaran, qui décide de se consacrer à d'autres projets, et fonde un nouveau groupe de black metal, Darkenhöld. La composition des œuvres du groupe Artefact est alors répartie sur tous les membres existants, particulièrement Olwe Telrunya et Sephiroth pour les riffs et les arrangements. Pendant les mois suivants, Artefact compose et enregistre quatre morceaux, destinés à être publié en maxi. Un de ces morceaux, Failure, a été distribué sur le site internet du groupe. Le groupe se sépare en 2010.

## Membres
- Sébastien « Runenlyd » Bernard - chant
- Nicolas « Ranko » Müller - batterie
- Alexis Bietti - basse
- Sephiroth - claviers
- Olwe Telrunya - guitare

## Discographie

### Albums studio
- 2003 : Son of Solstice (Rupture Music)
- 2006 : Magic Spellcraft (Rupture Music)
- 2008 : Ruins (Rupture Music)
- 2011 : Failure (autoproduit)

### Démos
- 2000 : Same (autoproduit, 2000)
- 2002 : Son of Solstice (première version, autoproduit, 2002)

### Compilations
- 2007 : Black Storm (Mordrek)[5]
- 2009 : Old Crown, New Spawn (Aspherical Asphyxia)[6]

### Singles
- 2009 : Failure (auto-produit)